# Alien: Rubicon
Alien: Rubicon ist ein US-amerikanischer Science-Fiction-Film aus dem Jahr 2024 von Adrian Avila nach einem Drehbuch von Glenn Campbell und Tammy Klein. Produziert wurde der Film vom Filmstudio The Asylum.

## Handlung
Dr. Jeff Morrow, ein anerkannter Astrobiologe, hat seinen wohlverdienten Urlaub bekommen und will diesen nutzen, Zeit mit seinen beiden Kindern Leanne und Adam zu verbringen. Er schlägt vor, dass die drei gemeinsam Campen fahren. Allerdings muss er kurz vorher noch einmal in sein Labor. Dabei wird er von seinen Kindern begleitet. Während ihres dortigen Aufenthalts bemerkt Adam eine riesige außerirdische Kugel, die sich langsam auf die Erde zu bewegt. Sein Vater beobachtete dieses Objekt bereits etwa vor einem Jahr, traute aber seinen eigenen Augen nicht.
Er meldet die Sichtungen sofort. Präsident McCoy ordnet an, dass der Urlaub selbstredend nicht wahrgenommen werden kann und beordert Captain Sean Jeffe in Jeffs Labor zur Unterstützung vor Ort. Beide sollen gemeinsam herausfinden, um was für ein Objekt es sich handelt, ob böse Absichten dahinter stecken und was man dagegen tun kann. Dr. Morrow und Captain Jeffe versuchen, das Objekt mit einem Laser zu untersuchen. Beim Kontakt mit dem Laserstrahl reagiert das Objekt mit einer zerstörerischen Explosion. Anschließend begibt es sich nach Washington, D.C.
Dr. Morrow und Captain Jeffe geben ihr Bestes, um am Leben zu bleiben, während sie das außerirdische Raumschiff unter Beobachtung halten. Während ihrer Nachforschungen geraten seine beiden Kinder Leanne und Adam in Gefahr. Weitere Einschätzungen erreichen den Präsidenten und raten diesem, im Bunker Schutz zu suchen, da das Objekt feindliche Absichten hat. Im Bunker kommt es danach immer wieder in der Führungsriege zu Konflikten. Um das außerirdische Objekt aufzuhalten, beschließt man, es mit einer Geheimwaffe zu beschießen. Der Einsatz dieser Waffe würde allerdings gegen alle Verträge verstoßen.

## Hintergrund
Es handelt sich um einen Mockbuster zum Science-Fiction-Film Alien: Romulus. Am 23. August 2024 erschien der Film als Video-on-Demand. Außerdem erschien er am selben Tag in ausgewählten Kinos in Glendale, Brunswick, Minneapolis, Brooklyn und Roswell.

## Rezeption
Im Gegensatz zu den meisten Filmen des Filmstudios The Asylum lobt Jim Morazzini in seiner Filmreview für Voices from the Balcony die CGI-Effekte und bezeichnet diese als „eigentlich ziemlich gut“. Er vergibt final drei von fünf möglichen Sternen und ist der Meinung, dass der Film besser sei, „als die meisten Filme von The Asylum“. Er findet, wenn der Zuschauer seine Erwartungen an den Film zurückschrauben würde, würde er ihn „wahrscheinlich auch unterhaltsam finden“.
Auf Rotten Tomatoes hat der Film aufgrund zu weniger Abstimmungen keine Bewertung. In der Internet Movie Database hat der Film bei über 280 Stimmenabgaben eine Wertung von 2,5 von 10,0 möglichen Sternen (Stand: Februar 2025).